# Murathan Mungan

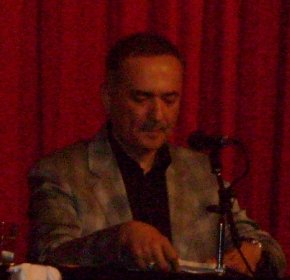
Murathan Mungan, Diyarbakir 2008

Murathan Mungan (* 21. April 1955 in Istanbul) ist ein türkischer Schriftsteller kurdisch-arabischer Herkunft.

## Leben
Murathan Mungan wurde 1955 in Istanbul geboren und ist in Mardin aufgewachsen, einer türkischen Stadt nahe der syrischen Grenze und mit einer weit zurückreichenden Geschichte. Seine Familie hat väterlicherseits kurdisch-arabische Wurzeln und gehörte der oberen Mittelschicht an. Um seinen Sohn vor Diffamierungen bezüglich seiner Herkunft zu schützen, verhinderte sein Vater beispielsweise, dass mit dem jungen Murathan Kurdisch gesprochen wurde – obwohl dies eine der Sprachen seiner direkten Umgebung war. Auf diese Weise wuchs Mungan von Anfang an in einem kulturellen Spannungsfeld auf.
An der Universität Ankara studierte Mungan Theaterwissenschaft und arbeitete dann als Dramaturg an den Staatstheatern in Ankara und Istanbul. 1980 erschien sein erster Roman und 1981 wurde sein erstes Theaterstück uraufgeführt. Seitdem hat Murathan Mungan über 30 Romane, Gedichtbände und Bände mit Erzählungen veröffentlicht.
Murathan Mungan lebt offen schwul. Als ein Journalist ihn mit den Worten „Ich bin homosexuell.“ zitiert hatte, soll er vor der Presse korrigiert haben, er sei nicht homosexuell, sondern schwul. Homosexualität bezeichne nur eine Form von Sexualität, Schwulsein aber sei eine Lebensart. Obwohl seine Texte oft eine homoerotische Dimension haben, bezeichnet Mungan sein Werk aber bewusst nicht als schwule Literatur.
Als öffentliche Person setzt Mungan sich engagiert für die Rechte des kurdischen Volkes ein. So gehörte er 2002 zu den Unterzeichnern einer Deklaration, die dazu aufrief, die linksgerichtete, kurdische Partei DEHAP zu wählen. Zu einer Zeit also, als eine solche Position zu vertreten einigen Mut erforderte.
In der Türkei wird Mungan inzwischen als bedeutender Autor geschätzt. Eine besonders hohe Popularität genießt er dabei unter jungen und liberalen Lesern. So werden seine Songtexte von türkischen Popstars vertont, und bereits vor dem Erscheinen eines Gedichtbandes sollen einige seiner Gedichte als Kurzmitteilungen kursieren.

## Auszeichnungen
- 1987: Haldun-Taner-Preis
- 2012: Erdal-Öz-Literaturpreis

## Werke
Mungans Texte zeichnen sich in ihrer Mehrzahl durch spirituelle Tiefe, emotionale Dichte und politischen Hintersinn aus. Oft thematisiert er Rituale des Glaubens und der Tradition, die einerseits für den einzelnen mit Repressionen verbunden sind, die aber andererseits auch hochstehende Wahrheiten enthalten.
Murathan Mungan hat auf Türkisch inzwischen 14 Bände mit Gedichten veröffentlicht, dazu viele Romane und Erzählungen. Auf Deutsch sind bisher der Erzählband Palast des Ostens sowie die Romane Tschador und Städte aus Frauen erschienen. Mungans Gedichtband Metal aus dem Jahr 1994 wurde im selben Jahr von Yücel Sivri übersetzt.

### Palast des Ostens
Der auf Deutsch erschienene Band Palast des Ostens umfasst fünf Erzählungen:
- Ökkeş und Cengâver
- Dumrul und Azrail
- Binali und Temir
- Muradhan und Selvihan
- Der Großwesir und sein Bote

## Zitate
„Lügen entstehen, wenn jeder der Wahrheit etwas hinzufügt.“ (aus seiner Novelle Tschador)